# Забудский, Григорий Александрович
Григорий Александрович Забудский (1854—1930) — генерал-лейтенант артиллерии Русской императорской армии, заслуженный профессор и почетный член конференции Михайловской артиллерийской академии, химик и технолог.

## Биография
Родился 21 июля 1854 года. Воспитанник Нижегородской графа Аракчеева военной гимназии и Михайловского артиллерийского училища, которое окончил в 1874 году. По окончании в 1879 году Михайловской артиллерийской академии оставлен при ней репетитором, а в 1882 году занял должность преподавателя химии и технологии, по защите диссертации на темы: «Об углеводах, образуемых соединённым углеродом чугуна, и о способе определения этого углерода в чугуне, стали и железе» и «О приготовлении на русских пороховых заводах крупнозернистого пороха для дальнобойной артиллерии».
В 1888—1894 гг. читал в Михайловской артиллерийской академии курс металлургии, а с 1890 года, кроме того, пороходелия и взрывчатых веществ, получив в 1893 году звание ординарного профессора.
По окончании в 1909 году учебной службы в Михайловской артиллерийской академии, Забудский был отчислен в распоряжение военного министра, с оставлением совещательным членом Артиллерийского комитета, которым он состоял с 1891 года.
Научные труды Забудского, как химика-технолога, охватывают не только область пороходелия и взрывчатых веществ, но в значительной мере и такие важные отрасли артиллерийской техники, как металлургия и металловедение, в связи с вопросами изготовления артиллерийских орудий и снарядов, брони, патронов и т. п.
С 1879 года состоял помощником заведующего, а с 1891 года заведующим химической лабораторией Михайловской артиллерийской академии. Неоднократно направлялся за границу и в крупные российские промышленные районы, где он тщательно знакомился со всеми новейшими достижениями науки, содействуя этим развитию многих вопросов артиллерийской технологии в Российской империи.
Деятельность Забудского в артиллерийском комитете совпала с эпохой перевооружения армии малокалиберным оружием, введения бездымного пороха, разработки для снарядов бризантовых взрывчатых веществ; в развитии всех этих вопросов Забудский всё время принимал деятельное участие. В начале второго десятилетия XX века Забудский стал председателем комиссии по добыче азотной кислоты из атмосферного азота и по добыче алюминия.
Ему также было поручено организовать центральную научно-техническую лабораторию военного ведомства, которая была создана по его проекту в 1914 году в Петрограде; он же 3.08.1914 стал её первым руководителем. Позднее на базе этой лаборатории был создан Ленинградский институт металлов.
Генерал-майор (6.04.1903; за отличие). Заслуженный профессор и почетный член Конференции Михайловской артиллерийской академии (с 23.11.1909), председатель хозяйственно-строительной комиссии для постройки научно-технической лаборатории военного ведомства (с 7.05.1912). Ген-лейтенант (6.12.1909; за отличие). После Октябрьской революции 1917 года лаборатория была преобразована в Центральный научно-технический институт при ВСНХ. С 1918 года на службе в Красной Армии, в качестве начальника этого института.